# Marc Juge
Marc Juge est un commissaire de police  et résistant français né à Moulins (Allier) le 25 avril 1911 et mort fusillé le 24 mars 1944 à Clermont-Ferrand. En poste au commissariat de Vichy, il agira principalement contre les dénonciateurs et les informateurs de la Gestapo et identifiera les fonctionnaires hostiles à la Résistance.

## Biographie
Il nait à Moulins le 25 avril 1911 de parents concierges. Bachelier, il entre dans la police sur concours, d'abord comme secrétaire de Police à Moulins, puis inspecteur au contrôle criminel (Police judiciaire) à la Sureté nationale à Paris, juste avant le déclenchement de la Seconde Guerre mondiale. Il enquête à cette occasion sur les activités de Joseph Darnand au sein de la Cagoule. Il réussit le concours de commissaire de police et après une formation à l’École supérieure de police à Lyon, il est nommé en octobre 1942 commissaire à Vichy,, alors capitale de l'État français. 
Marc Juge entre en résistance deux mois plus tard, en décembre 1942, comme membre du groupe « Didier », groupe actif dans l'Allier et affilié par la suite aux Forces françaises de l'intérieur (FFI), et aussi comme agent P2 du réseau Marco Polo,. Il renseigne sur les mouvements de troupes et sur l'activité des fonctionnaires allemands et identifie les fonctionnaires français hostiles à la Résistance. Mais son travail principal va être, en usant de ses pouvoirs de police, de poursuivre sur des motifs de droit commun les informateurs et dénonciateurs œuvrant pour la Gestapo en ville. Dénoncé, il est arrêté le 18 janvier  1944 par Hugo Geissler, le chef de la police allemande (SD et Sipo) pour l'Auvergne et le Bourbonnais dans son bureau du commissariat situé au rez-de-chaussée de l'hôtel de ville. Il est interné à Moulins, à la Malcoiffée où il est torturé,. Transféré à Clermont-Ferrand, il y est condamné à mort par un conseil de guerre allemand, les autorités allemandes d'Occupation ayant exigé l'exécution de 16 otages à la suite d'un attentat contre des militaires allemands à Clermont ayant entrainé la mort d'un soldat.
Marc Juge est fusillé le 24 mars,, à 32 ans,  au stand de tir de la caserne du 92e régiment d'infanterie alors occupée par les Allemands. Deux autres résistants vichyssois du réseau Marco Polo, René Chabrier et Henri Moreau, sont fusillés en même temps que lui. Les corps des trois résistants furent rapidement enterrés à Clermont-Ferrand. Après la Libération à Vichy, leurs dépouilles furent ramenées et inhumées le 2 octobre 1944 au cimetière de la ville, dans le  carré des résistants, lors d'une grande cérémonie.
Les conditions de sa dénonciation et de son arrestation, de ce qui fut appelée à Vichy « l'affaire Juge, Charbrier, Moreau » restent encore peu clairs. 

## Vie privée
Il épousa Anne-Germaine Signol et le couple eu un fils, Jean-Paul, né en 1932.

## Distinctions
- Chevalier de la Légion d'honneur (à titre posthume le 7 novembre 1958)[7]
- Médaille de la Résistance française (7 novembre 1958)[8]
- « Mort pour la France », distinction reconnue le 9 avril 1945[1]
- Interné résistant reconnu le 18 janvier 1955[1]

## Hommages posthumes
- La septième promotion de l'École nationale supérieure de la police, entrée en fonction en 1956, porte son nom.
- Une rue de Vichy, dans le quartier des Ailes[Note 5] et une rue du centre-ville de Moulins[Note 6] portent également son nom.

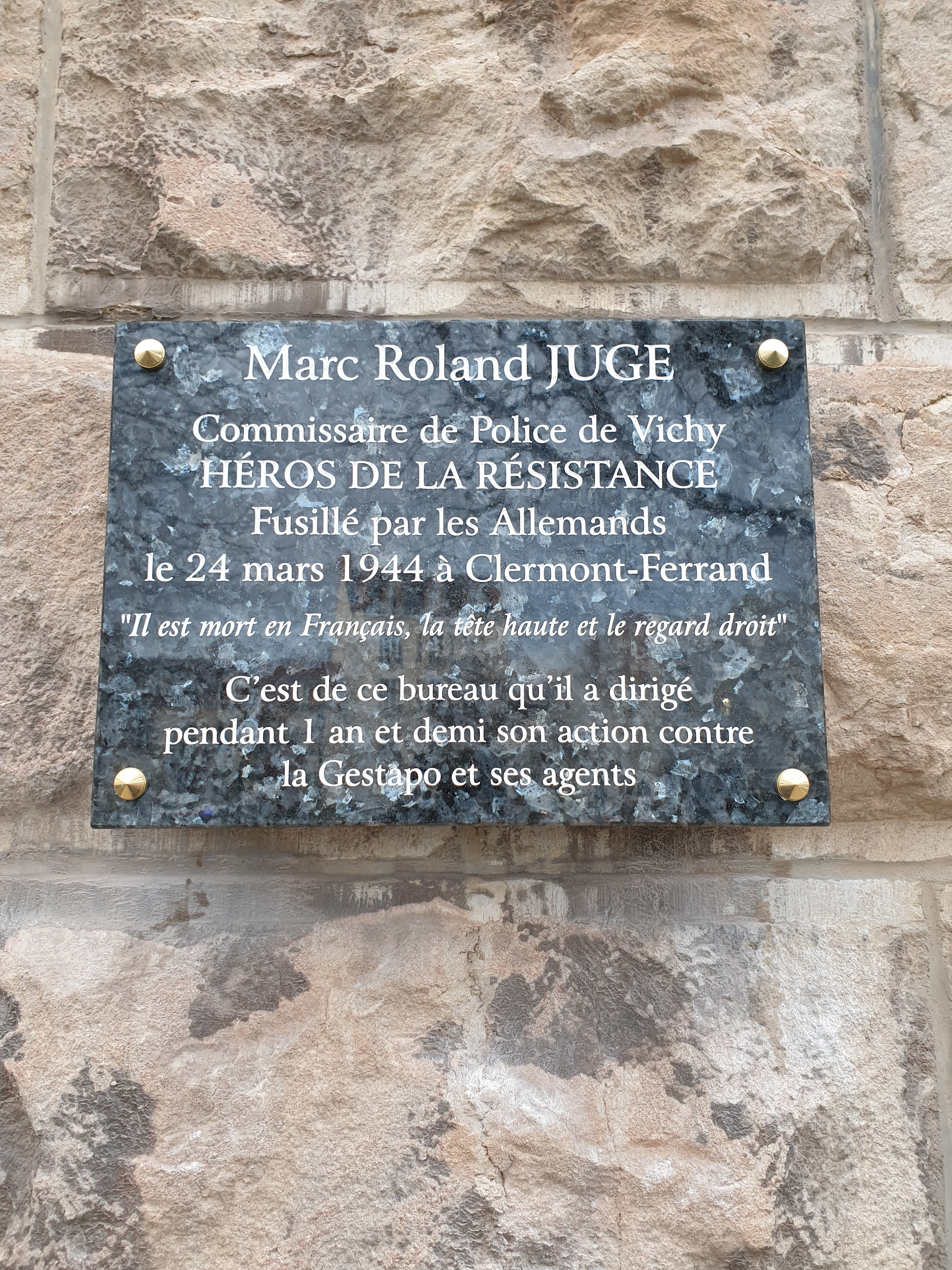
Plaque commémorative sur la façade de la mairie de Vichy

- Une plaque commémorative fut inaugurée après guerre sur le mur extérieur du rez-de-chaussée de l'hôtel de ville de Vichy, où se trouvait alors le commissariat et le bureau de Marc Juge, avant que cette plaque ne soit installée, mais non visible du public, dans le nouveau commissariat installé dans une maison de la rue Victoria. Il y est inscrit : « Il est mort en Français, la tête haute, le regard droit. C'est de ce bureau qu'il a dirigé, pendant un an et demi, son action contre la Gestapo et ses agents »
- Une nouvelle plaque commémorative, reprenant en grande partie le texte de l'ancienne et accompagnée d'une autre plaque reproduisant la dernière lettre qu'il avait écrite à son fils avant d'être fusillé, a de nouveau été installée et inaugurée en janvier 2024 sur la façade de la mairie de Vichy, également à l'endroit où se trouvaient ses bureaux.